# Port Keats Airport
Port Keats Airport är en flygplats i Australien. Den ligger i kommunen Victoria-Daly och territoriet Northern Territory, omkring 240 kilometer sydväst om territoriets huvudstad Darwin. Port Keats Airport ligger 27 meter över havet.
Trakten runt Port Keats Airport är nära nog obefolkad, med mindre än två invånare per kvadratkilometer..
I omgivningarna runt Port Keats Airport växer huvudsakligen savannskog. Savannklimat råder i trakten. Genomsnittlig årsnederbörd är 1 820 millimeter. Den regnigaste månaden är februari, med i genomsnitt 442 mm nederbörd, och den torraste är augusti, med 1 mm nederbörd.